# 광주교육대학교 목포부설초등학교
광주교육대학교 목포부설초등학교는 대한민국 전라남도 목포시에 있는 광주교육대학교 산하 국립 초등학교이다.

## 연혁
- 1957. 4.  3. 목포사범학교 부속국민학교로 개교
- 1962. 3.  1.   목포동국민학교로 개칭
- 1964. 6. 22.  목포교육대학 부속국민학교로 환수 개교

- 1969. 12. 31.   본관 교실 신축(6실)
- 1978.  3.  1.   광주교육대학 목포부속국민학교로 개칭
- 1980.  3. 1.   학급 증설로 18학급 완성
- 1981. 6.  1.  도시형 학교 급식 실시
- 1996.  3. 1.  광주교육대학교 목포부속초등학교로 개칭
- 1998.  3.  1.  예능교실 신축(7실)
- 1999.11. 17.  수업 참관실 및 급식소 완공
- 2001. 3.  1. 광주교육대학교 목포부설초등학교로 개칭
- 2006. 4. 28.  본관 건물 신축
- 2007. 3. 1.  특수학급 개설(1학급)
- 2007.11.15.  대강당 및 급식소 신축
- 2007.12.14.  교장 관사 및 교생 기숙사 리모델링
- 2008. 4.30.  운동장 인조 잔디 조성, 영어교실, 역사관 개축
- 2011.12.30.  장애학생 편의시설(승강기, 건물 내 경사로) 설치
- 2014. 9. 1.  신승 교장(제14대,  공모 제1대) 부임
- 2015.  3. 23.  특별실(과학,음악,서예,빛과소리실) 리모델링
- 2015.  9. 1.   WEE CLASS 설치
- 2016.  3.  1.   학급정원 24명 편성(1학년)
- 2017. 2.28.  수업 녹화시스템 및 대강당 방송시스템 구축, 창의융합실 리모델링
- 2018. 4.10.  아프리카 한 우물파기 참여(잠비아, 600만원 전달)
- 2018. 9.  1.  신승 교장(제15대, 공모 제2대) 부임
- 2019. 2.28.  교실 60인치 TV로 교체, 생각수학실 설치, 보건실,도서관,사도관 1층 리모델링, 식생활관 벽면 식탁 설치, 운동장 트랙 교체, 화장실 리모델링(1~3년), 현관 등 자동문 설치
- 2020. 1. 7.  제56회 졸업(졸업생 75명, 총 6,504명)